# Euphyia
Euphyia là một chi bướm đêm thuộc họ Geometridae.

## Các loài tiêu biểu
- Euphyia adumbraria (Herrich-Schäffer, 1852)
- Euphyia biangulata (Haworth, 1809)
- Euphyia chalusata Wiltshire, 1970
- Euphyia cineraria (Butler, 1878)
- Euphyia coangulata (Prout, 1938)
- Euphyia frustata (Treitschke, 1828)
- Euphyia implicata (Guenée, 1857)
- Euphyia intermediata (Guénée, 1858)
- Euphyia khorassana Brandt, 1941
- Euphyia mesembrina (Rebel, 1927)
- Euphyia minima Cassino & Swett, 1922
- Euphyia scripturata (Hübner, 1799)
- Euphyia sintenisi (Staudinger, 1892)
- Euphyia swetti Cassino, 1927
- Euphyia unangulata (Haworth, 1809)